# Sione Fua
Sione Fua (Encino, 15 giugno 1988) è un giocatore di football americano tongano che gioca nel ruolo di defensive tackle per i Denver Broncos della National Football League (NFL). Fu scelto nel corso del terzo giro (97º assoluto) del Draft NFL 2011 dai Carolina Panthers. Al college ha giocato a football alla Stanford University.

## Carriera professionistica

### Carolina Panthers
Fua fu scelto nel corso del giro del Draft 2011 dai Carolina Panthers. Nella sua stagione da rookie disputò 11 partite, tutte come titolare, prima di essere messo in lista infortunati il 6 dicembre, e terminando la stagione con 9 tackle. Dopo altre tredici presenze nel 2012, il 12 novembre 2013 fu svincolato dai Panthers.

### Denver Broncos
Il 27 novembre 2013, Fua firmò con i Denver Broncos. Con essi disputò 2 partite nella stagione regolare 2013.

## Vittorie e premi

### Franchigia
- American Football Conference Championship: 1

Denver Broncos: 2013

## Statistiche
| Partite totali      | 29 |
| Partite da titolare | 12 |
| Tackle              | 23 |
| Sack                | 0  |
| Intercetti          | 0  |
| Fumble forzati      | 1  |

Statistiche aggiornate alla stagione 2013